# سليم الزركلي
محمد سليم بن كامل بن عبد الله الزركلي (1903 - 13 مارس 1989) شاعر ومسؤول سوري. ولد في بعلبك من أبوين دمشقيين وهو ابن عم خير الدين الزركلي. درس في دمشق وتخرج بدار المعلمين. مارس التعليم حتى 1936. ثم عمل سكرتيرًا لمجلس الوزراء ثم مديرًا للسجل العالم للموظفين. انتدب مديرًا للإذاعة السورية عند تأسيسها عام 1947، ولمدة ستة أشهر. شغل وظائف عليا إدارية حتى أحيل إلى التقاعد عام 1963 . عرف بمواقفه وطني سوري ومعارضته لانتداب الفرنسي، وقد شارك في الثورة السورية، ولوحق حتى اضطر إلى الفرار إلى الأردن لأكثر من عامين. له عدة مؤلفات وديوان أشعار وأحاديث إذاعية. توفي في دمشق. 

## سيرته
ولد محمد سليم بن كامل بن عبد الله بن خلف الزركلي سنة 1323 هـ/ 1905 م أو يقال في 1321 هـ/ 1903 م في بعلبك لأسرة دمشقية كردية الأصل، وتعلم بها. تلقى دراسته الابتدائية في مدرسة بعلبك الرشدية الأميرية، ثم انتقل إلى دمشق وتابع دراسته فيها وتخرج من دار المعلمين في 1921. اعتقل في شبابه لاشتراكه بمظاهرة احتجاج على زیارة اللورد بلفور في 1922. 

عمل معلمًا حتى 1936 وشارك بالثورة السورية الكبرى. هرب حينما لاحقه الفرنسيون وعاد بعدما صدر العفو العام، وأقيل من عمله لقصيدة هاجم بها سلطات الانتداب، ثم أعيد في 1933 وتقلبت به الوظائف في الدولة السورية، وكان رئيسًا لمجلس الإدارة بمجمعة رعاية المكفوفين وتأهيلهم بدمشق.

توفي في يوم 13 مارس 1989/ 6 شعبان 1409 بدمشق.

## حياته الشخصية‌
تزوج في سنة 1925 من ابنة عمه يسرى الكردي الزركلي وأنجب ولدين وبنت واحدة، فالكبير بشر (ولد في دمشق 1929 وتوفي في 1995) ثم نصير (ولد في دمشق 1933 وتوفي في 2010) أما وابنته الصغرى منى من فقد ولدت في دمشق عام 1938.

## شعره
تتجلى في قصائده نزعات وطنية وعاطفية. ذكره عبد العزيز البابطين في معجمه وقال عنه «شعر هيمن عليه الحسّ التاريخي والشعور القومي، كما اجتذبه عشق الشعر القديم، فجاءت عبارته متينة، وصياغته رصينة، وصوره البلاغية واضحة. فيه غنائية وتدفق ومحاولة توافق بين الإيقاع (البحر الشعري) وامتداد المعنى.»

## مؤلفاته
- دنيا على الشام، ديوان شعر، مطبوع
- نفحات شامية، ديوان شعر، مخطوط
- نفثات قلم، مجموعة مقالاته
- رحلات